# 卡姆登 (新南威尔士州)
卡姆登（Camden）是澳大利亚新南威尔士州首府悉尼麦克阿瑟地区的一个已撤销的城镇，地处悉尼都会区外缘，位于悉尼中心商业区西南65公里处，邻近坎布尔敦。
2008年5月，澳洲穆斯林组织 Quranic Society 曾提出要在该镇建立一个容纳1200名学生的穆斯林学校，但计划被卡姆登议会投票否决。在镇居民集会反对提议期间，有居民贴出反对穆斯林移民的标语，并呼喊歧视性口号，所以该事件得到澳洲全国的关注，也引起一定争议。

## 人口
根据2006年澳洲统计局人口统计结果，卡姆登区总人口为3166人，其中多数家庭为有孩子的夫妇（42%）或无孩子的夫妇（36%），也有少数为单亲家庭（20%）。绝大多数居民为澳洲出生（82%），在海外出生的居民则主要是来自英语国家，如英格兰（6%）、新西兰（1%）和苏格兰（1%）。